# Personaggi di iCarly
Lista dei personaggi della serie televisiva iCarly.

## Carly Shay
Interpretata da Miranda Cosgrove. Carly Shay è un personaggio fittizio. È la protagonista della serie, nonché una ragazza dolce e solare, oltre che studentessa modello. Scrive i copioni per il webshow che gestisce con i suoi più cari amici, Sam e Freddie, e al quale è stato dato il suo nome, iCarly (la "i" sta per internet e Carly, naturalmente, indica che è incentrato su di lei, perciò anche sulla sua vita e sulle sue conoscenze, tra cui il fratello e i compagni di scuola). Vive con l'eccentrico fratello maggiore Spencer (un artista realizzatore di sculture), ma alla fine della serie andrà in Italia con il padre. Carly nasce a Seattle il 24 luglio 1994. Ha sempre in mente di comportarsi in modo educato e civile, percorso da cui la svia per un numero notevole di volte la sua migliore amica Sam, che invece ha fatto esperienza con le conseguenze di non rispettare la legge finendo a volte in galera e in riformatorio. A volte sa essere permalosa e pignola. Ha 14 anni all'inizio della serie e 19 alla fine. Il padre è un colonnello e poiché si trova a distanza oltremare, Carly vive con il fratello maggiore, che, benché non sia ritenuto una persona responsabile, le vuole molto bene e l'aiuta sempre quando lei ne ha bisogno. Sua madre non viene mai nominata nel corso della serie. Carly ha due migliori amici: Sam, avente una personalità esattamente opposta alla sua, e Freddie, il suo vicino di casa, un genio dell'informatica innamorato di lei da tanti anni. Carly è la conduttrice di iCarly insieme a Sam, e Freddie, invece, il produttore tecnico dello show. In un episodio Freddie viene investito da un camion, salvando la vita di Carly, e quest'ultima, in seguito all'evento e all'infortunio di lui lo bacia, ma in seguito Freddie la lascia perché convinto, su consiglio di Sam, che Carly sia diventata la sua ragazza solo perché lui le ha salvato la vita. Nell'ultimo episodio Carly va in Italia con suo padre e prima di partire dà un bacio a Freddie, probabilmente dovuto alla nostalgia di quanto passato insieme. Doppiata da Benedetta Ponticelli.

## Samantha "Sam" Puckett
Interpretata da Jennette McCurdy. È un personaggio fittizio. È inoltre co-protagonista dello spin-off e crossover Sam & Cat, in cui vive con Cat Valentine (interpretata da Ariana Grande e doppiata da Monica Bonetto). Sam è nata a Seattle su un autobus (come rivelato in un episodio) il 17 aprile 1994. È la migliore amica di Carly Shay, con la quale ha fatto amicizia in quinta elementare dopo aver cercato di rubarle un sandwich al tonno. Sam è solita cacciarsi nei guai a causa del suo comportamento brutale, impulsivo e insofferente alle regole, ed è spesso Carly a mettersi in gioco per prendere le sue difese. Detesta la scuola, essendo stata ripetutamente bocciata, e ha un debole per il bacon (in particolare quello boliviano) e per il cibo in generale. È anche stata in riformatorio, dove si è distinta per degli atteggiamenti "ambigui" con le altre ragazze. Odia le persone (che spesso spiega il perché della sua aggressività) e il suo colore preferito è il marrone che le ricorda il disgustoso succo di carne che le preparava uno degli innumerevoli compagni della madre. Durante la seconda stagione si scopre che da bambina partecipò a un concorso di bellezza, vinto da una certa LeAnn Carter. In Il concorso di bellezza, Sam riesce finalmente a essere incoronata per la prima volta Miss Teenager con una coreografia di tip-tap. In Pazza d'amore Sam, dopo aver baciato Freddie si rinchiuderà in un manicomio in quanto convinta di essere impazzita, dato l'innamoramento per un ragazzo che ha odiato e deriso da sempre. La maggior parte dei suoi parenti si trova in prigione; talvolta menziona l'irresponsabile madre, Pam, alcolizzata e ossessivamente legata a decine di uomini, con la quale pare avere un rapporto freddo, complicato e contraddittorio. Ha una gemella sulla cui esistenza Freddie ha ragionevolmente dei dubbi, Melanie, che è il suo esatto opposto: frequenta un collegio costoso, i suoi compiti valgono sempre una A+ e non ha mai un capello fuori posto. Melanie ha inoltre un debole per Freddie. Si sa che il padre di Sam, di professione medico, è andato via di casa quando lei era in fasce, abbandonando la famiglia e non tornando. Sam è una fan sfegatata di una famosa rock band, i Cuddlefish, e dei famosi One Direction. Spesso porta con sé una calza piena di burro congelato, che utilizza come arma. Odia sentire la parola "mutande", dato che non le porta, preferendo mettersi i boxer maschili. Ha una moto nera, regalatole da Spencer, a cui è affezionata; con essa arriva a Los Angeles dopo aver salutato per l'ultima volta il pubblico di iCarly e Carly stessa, che, di notte, parte per l'Italia con suo padre. Un giorno, in giro con la sua moto, Sam incontra una ragazza molto diversa da lei di nome Cat Valentine, dolce, sciocca e non del tutto a posto mentalmente; dopo che quest'ultima è finita in un cassonetto rischiando la vita, Sam butta con estrema riluttanza il suo burrito e la salva. Le due stringono amicizia e vivono un sacco di divertenti e sconcertanti avventure insieme. Sam decide quindi di restare con Cat a Los Angeles e insieme aprono un'attività come baby-sitter. Doppiata da Jenny De Cesarei.

## Fredward "Freddie" Benson
Interpretato da Nathan Kress. È un personaggio fittizio e tecnico di iCarly che si occupa delle riprese del webshow. Freddie nasce a Seattle il 4 febbraio 1994. Ha un'enorme cotta per la sua amica e vicina di casa Carly Shay, che conobbe in terza elementare, anche se in realtà si conobbero in un casinò, dove suo padre e quello di Carly si scontrarono a poker e in una stanza Freddie cercò di aggiustargli il suo computer, ma fu scoperto e diventarono amici. Inoltre Carly fa diventare amica di Freddie anche Sam, che odiava perché in prima media (per sbaglio) gli fece cadere il progetto di scienze dalla finestra. Nelle prime stagioni cerca di fare colpo su Carly, non riuscendoci, anche perché Carly lo considera semplicemente un amico. Tuttavia Carly certe volte fa notare di essere un po' innamorata di lui. In seguito al bacio ricevuto da Sam nell'episodio Oh cavoli!, però, ammette di essere innamorato di lei. Nella quinta stagione Sam e Freddie si fidanzano, ma si lasciano dopo quattro episodi per via dei continui litigi causati dai loro caratteri agli antipodi. È un genio della tecnologia e ha sempre avuto un portatile a cui tiene molto. Carly e Sam approfittano di questo e della sua naturale tendenza ad aiutarle volentieri piuttosto frequentemente. Freddie è un ragazzo, in generale, benevolo, ingenuo, sincero e purtroppo alquanto sfortunato, il che lo rende un bersaglio perfetto per le malefatte di Sam, la quale lo mette in ridicolo (e in pericolo) ogni volta che ne ha la possibilità facendo subire le conseguenze delle sue azioni al malcapitato di turno, che la maggior parte delle volte si rivela essere proprio Freddie. Doppiato da Patrizia Mottola (1° voce) e da Ruggero Andreozzi (2° voce).

## Spencer Shay
Interpretato da Jerry Trainor. Spencer è nato l'11 novembre 1981 a Seattle. È il fratello maggiore di Carly nonché primogenito e dato che il loro padre (Steven Shay) è in servizio nella marina militare, è anche il tutore legale di Carly. Spencer ha dimostrato di avere una personalità divertente, simpatica ed eccentrica, ma ha anche dimostrato di non lasciarsi ingannare facilmente, come visto in I tre sosia, Il cattivo ragazzo e Il re degli scherzi. In alcuni episodi si dimostra immaturo e infantile, ma quando si tratta di Carly, Spencer dimostra di avere un comportamento rigoroso e maturo; esempi ne sono quando in I tre sosia, non vuole che Carly vada ad un incontro di arti marziali perché dice che quello non è un posto per ragazzini, essendo molto violento. Carly, tuttavia, viene messa in punizione per due settimane da Spencer poiché è andata all'incontro. Viene spesso definito anormale, strano, eccentrico e facilmente distraibile a causa della sua soglia di attenzione molto bassa. In molte delle puntate, lo vediamo mentre costruisce strambe e bizzarre sculture, molte delle quali sono parte integrante del suo appartamento. Spencer si trova spesso in situazioni assurde ed esilaranti che servono da sottotrama all'episodio. Molte di queste riguardano il suo conosciutissimo nemico Chuck Chambers. Spencer è un gran conquistatore, essendo uscito con oltre 10 donne. Alcune delle sue compagne erano molto più eccentriche di lui, come Connie, la giocoliera; Lauren Ackerman, l'insegnante di Carly con molti problemi emozionali; e Stefanie, una ragazza che credeva di avere un unicorno parlante. Spencer di solito non ha problemi a trovare donne con cui uscire (secondo Carly non ha mai avuto una ragazza fissa), anche se in Ho vinto un appuntamento, decide di iscriversi al sito Perché non uscire con me? Una delle gag ricorrenti all'interno dello show riguarda il fatto che qualsiasi cosa Spencer aggiusti o tocchi, tende a prendere spontaneamente fuoco: la prima cosa a bruciare fu il pollo cucinato in Voglio stare con Spencer. La cosa divertente è che le cose che bruciano sono oggetti che nella vita reale non sono infiammabili, come campane, scope o tamburi. Un'altra delle gag ricorrenti è il fatto che ogni volta che riceve notizie scioccanti uno dei capi di abbigliamento di Spencer cade, come la cravatta o i pantaloni. Spencer ha frequentato la Ridgeway Middle School e la Seattle Law School (una scuola per avvocati) per tre giorni, dopodiché ha lasciato la scuola per diventare un artista. Anche se l'ha frequentata solo per settantadue ore possiede ancora un'infarinatura generale della materia, come visto in Intrappolati in casa Briggs e in La debitrice. Essendo un artista, Spencer si trova spesso a creare nuove opere d'arte, a volte per assurde ragioni. Spencer trova molti dei pezzi per le sue sculture nella discarica. Spencer ha anche fatto un film in stop-motion dal titolo L'Alieno, Il Criceto Spaziale e il Burrito. Ha un amico di nome Socko che fabbrica calzini (infatti il nome Socko viene dal termine inglese sock, che significa calza), che nomina molto spesso ma che non appare mai fisicamente. Doppiato da Renato Novara.

## Cornelius "Gibby" Gibson
Interpretato da Noah Munck. È un ragazzo grassoccio e un po' stupido che viene deriso e picchiato da Sam anche più di come faccia con Freddie. Inizialmente è un personaggio ricorrente, ma nelle ultime stagioni entra a far parte del gruppo dei personaggi principali, diventando anche il miglior amico di Freddie. È molto bravo a cantare, e nelle prime serie trova sempre ogni occasione buona per togliersi la maglietta. Doppiato da Stefano Pozzi.

## Terrence Boogie, "T-Bo"
Interpretato da BooG!e. È un barista di colore che gestisce il "Groovie Smootie", un bar sotto il palazzo dei protagonisti. Spesso tenta di vendere alimenti infilzati su uno spiedo, ma senza successo. Il suo ruolo comincia ad assumere maggior rilievo dalla quinta stagione, dove, dopo essere stato costretto a lasciare il suo appartamento, riesce a farsi affittare una camera dalla signora Benson (la madre di Freddie) facendo finta di essere una persona per bene. Tuttavia, viene smascherato poco dopo, ma poiché aiuta la signora Benson a liberare il gruppo di iCarly da Nora e i suoi genitori (che li avevano chiusi in trappola) riesce a tenersi la camera. Pare sia un fan degli One Direction e nell'episodio Incontro la First Lady sembra essere attratto da Michelle Obama. Doppiato da Patrizio Prata.

## Nevel Papperman
Interpretato da Reed Alexander. È il nemico numero uno del team di iCarly, anche se pare abbia circa 2 anni in meno di loro tre. La sua prima apparizione risale all'episodio Io e Nevel della prima stagione, dove Carly cerca di far sì che scriva una recensione positiva di iCarly sul suo sito (Nevelocity.com). Tuttavia Nevel tenta di baciarla, venendo rifiutato. Per vendicarsi, Nevel scrive una recensione negativa di iCarly sul suo sito, ma loro svelano tutto a sua madre che lo obbliga a scriverne una buona. Da quel momento, Nevel tenta in ogni modo di vendicarsi del trio, cercando di sabotare iCarly, e riuscendo in certi casi a prenderne il controllo o il possesso del webshow. La sua ultima apparizione risale all'episodio Halloween a sorpresa, dove, travestito da robot, si intrufola nell'appartamento di Carly (dove si stava svolgendo una festa di Metà Halloween) e fa mangiare a Carly, Sam e Freddie delle caramelle che modificano le loro voci, rendendole profonde e gravi; scoperto da Freddie, riesce, aiutato da due grossi tirapiedi, a fargli indossare il costume, mettergli un silenziatore in modo che non si senta la sua voce, e tenergli bloccato il costume addosso. Infatti Carly e Sam, credendo che sia Nevel, se la prendono con lui e lo fanno buttare per un centinaio di volte in una cesta piena di peluche. Ma poi, scoperto l'inganno, il trio di iCarly riesce a fargliela pagare definitivamente. Tornerà in Sam & Cat e nel revival di iCarly. Doppiato da Davide Garbolino.

## Marissa Benson
Interpretata da Mary Scheer. È la madre iperprotettiva di Freddie. Nonostante sia generalmente un fastidio per tutti, oltre che per il figlio, in molte occasioni tocca a lei salvarli da qualche pericolo. Nonostante cerchi di non darlo a vedere è una bravissima spadaccina (abilità che mostra negli episodi Scherma e schermaglie e Il ritorno di Nora). Ha avuto una relazione con il portinaio del palazzo in cui abita, Lewbert. Doppiata da Renata Bertolas.

## Lewbert Sline
Interpretato da Jeremy Rowley. È l'isterico portinaio del palazzo in cui abitano Carly e Freddie. È antipatico, ha modi disgustosi e una verruca sulla guancia destra, a cui tiene a tal punto che quando gli si stacca se la fa riattaccare. È talmente odioso che il gruppo di iCarly gli ha dedicato una rubrica chiamata "Maltrattiamo Lewbert" dove gli fanno vari scherzi. In un episodio ha una relazione con la signora Benson, anche se lei alla fine lo lascia. Doppiato da Claudio Moneta.

## Wendy
È un'amica di Carly e Sam. È una piantagrane, spesso socia in affari di Sam, ma sembra anche essere molto informata sui pettegolezzi più succosi. È interpretata da Mary Ann Springer e doppiata da Loretta Di Pisa.

## Guppy Gibson
È il fratello minore di Gibby, praticamente identico a lui in tutto e per tutto. La sua prima apparizione è in iPsycho dove aiuta Gibby a liberare Carly, Sam e Freddie dalla pazza Nora. In seguito le sue riapparirà  poche volte: nell'episodio La battaglia dei fan si dovrebbe recare al Webicom con Gibby e il nonno, anche se non farà altro che innervosire il fratello continuando ad urlare auguri di buon compleanno a vuoto. Nell'episodio Il matrimonio invece osserverà senza intervenire il fratello che tenta di recuperare una banconota finita su un albero, e cercando di fare il filo con una bambina. La sua ultima apparizione è nell'episodio Un ladro insospettabile, dove ormai parla correttamente e viene usato da Spencer per poter entrare in un locale dove gli adulti possono entrare solo se accompagnano i bambini. È interpretato da Ethan Munck (realmente fratello dell'interprete di Gibby, Noah Munck) e doppiato da Renata Bertolas.

## Ted Franklin
Interpretato da Tim Russ. È il preside della scuola frequentata da Carly, Sam e Freddie. È molto buono, tollerante e giusto, e disapprova la rigidità della Briggs e del prof Howard. È un fan di iCarly, e nei vari episodi da' molta libertà agli studenti, permettendo a Gibby e Sam di lasciare aperto il loro ristorante nel seminterrato e sospendendo la punizione degli alunni maltrattati da Howard. Doppiato da Claudio Moneta.

## Francine Briggs
Interpretata da Mindy Sterling. Nella serie è una professoressa vecchia ed acida che odia i suoi alunni, che a loro volta la detestano, soprattutto Sam. Viene dalla Scozia e tutti i suoi alunni odiano sentirla suonare la sua cornamusa. In un episodio minaccia di sospendere Carly, Sam e Freddie o di chiamare la polizia se non fosse apparsa nello show. Se qualcuno nomina Spencer lei dice ironicamente ed antipaticamente: “Ah, l'artista!”. Ha un'ossessione per il musicista Randy Jackson, la sua casa è piena di sue foto e sagome che Briggs tratta come fossero vive. Doppiata da Cinzia Massironi.

## Marty Howard
Interpretato da David St. James. È il professore più cattivo della scuola. Quando mette in punizione gli studenti resta pochi minuti con loro, poiché va vedere dei programmi di geometria in sala professori, e per questo viene definito un babbeo da Sam. Considera il preside Franklin un debole senza spina dorsale. Nel periodo in cui quest'ultimo viene sollevato dall'incarico, diventa il nuovo preside insieme alla Briggs, anche se poi Carly, Sam e Freddie riescono a rimettere le cose a posto. Doppiato da Maurizio Scattorin (1° voce) e da Marco Balbi (2° voce).

## Socko
È il miglior amico di Spencer, nonché l'unico suo coetaneo. Viene citato spesso, ma non appare mai. Spesso viene contattato da Spencer per procurargli oggetti o mezzi di trasporto. A volte quest'ultimo deve costruire regali anche per i suoi parenti, come nonni, zii e cugini. Il suo nome significa "Calzino" in inglese, e infatti costruisce calze luminose, mentre suo cugino Tyler si occupa di cravatte.

## Nonno Shay
Interpretato da Greg Mullavey. È il nonno di Carly e Spencer. Nella sua prima apparizione Voglio stare con Spencer, vede, tramite iCarly, che un martello, parte di un'invenzione di Spencer, rischia di colpire Carly in testa. Allora, considerando Spencer per nulla responsabile, decide di portare Carly con sé a Yakima, ma alla fine si ricrede. È un bravo ginnasta nonostante l'età (infatti sa fare la verticale) e pensa che Spencer non avrebbe dovuto lasciare la scuola per avvocati. Tornerà anche nel revival del 2021 nell'episodio Il nuovo assistente in cui Carly lo assumerà come suo assistente per spendere del tempo con lui, ma alla fine verrà licenziato. Doppiato da Maurizio Scattorin (1° voce), da Mario Scarabelli (2° voce) e da Marco Balbi (3° voce) nella serie iCarly del 2021.

## Chuck Chambers
Interpretato da Ryan Ochoa. È un inquilino del palazzo dei protagonisti, un ragazzino acerrimo nemico di Spencer. Nella sua prima apparizione Scherzo col botto gioca a tennis nell'atrio del palazzo, nel periodo in cui Spencer lavorava come portiere. Nonostante questi gli dica di smetterla, lui continua a giocare, colpendo con la pallina anche Spencer, finché non viene messo in punizione dal padre. Per vendicarsi, da' ad alcuni camionisti, che Spencer aveva preso in giro, l'indirizzo del palazzo, anche se alla fine questi malmenano Lewbert, credendo fosse lui l'insultatore. Riappare nell'episodio Carly e Missy di nuovo insieme dove rinchiude Spencer nella cantina e lo spruzza con la pistola di uno strano e disgustoso liquido, anche se viene ancora sorpreso e messo in punizione dal padre. Nell'episodio Le gemelle deve prendere ripetizioni da Carly, innamorandosi di lei, e continua a picchiare di nascosto Spencer, senza che Carly gli creda, finché Spencer non le mostra un video dove mostra il suo pestaggio; allora la ragazza fa in modo che il bambino fallisca la sua prova di matematica (rivelandogli l'esistenza di un numero fittizio chiamato "Dorf") e in seguito si fa intendere che sarebbe andato ad un campo estivo di matematica. Chuck viene menzionato l'ultima volta nell'episodio Chip il terribile: all'inizio dell'episodio Spencer rientra in casa denudato, e dicendo che Chuck e un suo amico gli avevano tolto la maglia e i pantaloni (e lui si era dimenticato di mettere le mutande). Allora lo denuncia alla polizia, e Chuck finisce in un'accademia militare. Doppiato da Renata Bertolas.

## Geremy
Interpretato da Nathan Pearson. È un compagno del trio di protagonisti nella prima serie, soprannominato "Germy" perché è raffreddato dal giorno in cui è nato. Nell'episodio Un appuntamento per Freddie, sostituisce Freddie come tecnico per iCarly, anche se il suo raffreddore si dimostra un problema. In seguito nell'episodio Il litigio viene visto comprare dei fazzoletti di piume di pavone. Viene usato dai protagonisti come minaccia per il maniaco dell'igiene Nevel Papperman, anche se questo riesce a liberarsi, con la scusa che l'avrebbe pagato. Doppiato da Marco Balzarotti.

## Amanda "Mandy" Valdez
Interpretata da Aria Wallace. È una grandissima fan di iCarly. Appare la prima volta nell'episodio Io sono la vostra più grande fan dove viene ospitata a casa di Carly e Spencer. Dopo aver assistito allo show, diventa ancora più ossessionata dal trio di protagonisti, tanto da trasferirsi alla loro scuola, e interrompere le trasmissioni. Nonostante ciò, in seguito ascolta per caso un pezzo di un gruppo rock e così si mette a importunare loro; in seguito riappare in Rivoglio il mio sito, dove acquista il sito di iCarly, e per sbaglio lo vende a Nevel Papperman, anche se alla fine Carly, Sam e Freddie riescono a riottenerlo. Spesso si diverte a starnazzare, imitando un'anatra, con una maschera in faccia. Doppiata da Tosawi Piovani.

## Tasha
Interpretata da Emily Ratajkowski. È, incredibilmente, la ragazza di Gibby. Tutti rimangono increduli dal fatto che abbia scelto lui, e ogni volta che vengono visti insieme tutti esclamano: "Come fa ad avere quello schianto?". Nell'episodio Ho fatto arrabbiare Gibby, cade erroneamente sopra Freddie, facendo ingelosire il suo ragazzo, anche se alla fine la situazione si risolve per il meglio.

## Steven Shay
Interpretato da David Chisum. È il padre di Carly e Spencer. Nella serie viene solitamente menzionato, e si dice che lavora nella U.S. Air Force, in Italia, in un sottomarino a 900 miglia di profondità. La sua unica apparizione corporea è nell'episodio iGoodbye per accompagnare Carly ad una festa padri-figli; alla fine la ragazza decide di andare con lui. Spencer gli fa credere di essere un avvocato, finché nell'ultimo episodio gli confessa la verità, anche se Steven finisce per ammettere lui stesso che non avrebbe avuto successo in quella professione. Doppiato da Claudio Moneta.

## Griffin
Interpretato da Drew Roy. È uno degli ex fidanzati di Carly. Appare per la prima volta nell'episodio Il cattivo ragazzo, dove tenta di rubare la moto a Spencer, ma non viene arrestato per misericordia dello stesso proprietario. All'inizio quest'ultimo non approva l'amore di Carly per Griffin, ma decide di lasciarle vivere la sua vita. Tuttavia, Carly lo lascerà in seguito ad aver scoperto che colleziona dei peluche di animali, a cui tiene moltissimo. Doppiato da Federico Zanandrea.

## Pam Puckett
Interpretata da Jane Lynch. È la madre di Sam. Nella serie appare nell'episodio  Un rapporto difficile, ma viene citata dalla figlia in quasi tutti gli episodi. È stata in prigione in vari posti dello Stato, ed ha avuto più di 24 fidanzati. Doppiata da Loredana Nicosia.

## Melanie Puckett
Interpretata da Jennette McCurdy. È la gemella di Sam. È l'esatto opposto della sorella: perfetta, che prende sempre buoni voti a scuola e frequenta un prestigioso college. A volte viene citata da Sam, ma la sua prima ed unica apparizione è nell'episodio Le gemelle, dove viene invitata ad un ballo da Freddie, anche se solo per sfida visto che non crede nella sua esistenza (per una serie di coincidenze, Sam e Melanie non compaiono mai nello stesso posto insieme, quindi il ragazzo crede che sia solo la prima che lo sta prendendo in giro) e arrivano a baciarsi. Doppiata da Jenny De Cesarei.

## Nora Dershlit
Interpretata da Danielle Morrow. È una ragazza chiaramente pazza apparsa in due episodi iPsycho e Il ritorno di Nora che rapisce i protagonisti per tenerli con sé, chiudendoli prima in cantina e poi nella sua casa, la seconda volta aiutata dai suoi genitori. Tuttavia, viene sconfitta da Gibby in iPsycho e la signora Benson e T-Bo in Il ritorno di Nora. Ha dei comportamenti simili a quelli di Annie Wilkes, la psicopatica antagonista del romanzo Misery di Stephen King. Torna in Sam & Cat. Doppiata da Loretta Di Pisa.

## Chip Chambers
Interpretato da Jacob Bertrand. È il fratello minore di Chuck, comparso nell'episodio Chip, il terribile. Quando Spencer spedisce suo fratello all'accademia militare (come punizione per averlo fatto andare in giro nudo), Chip fa in modo di incrociarlo nel corridoio e lo minaccia. Poco dopo, quando Spencer esce a comprare della frutta, Chip lo attacca, legandogli tutto il corpo con un sacchetto di plastica; poi fa in modo di produrre una serie di rumori forti per interrompere iCarly, volendo prendere di mira anche Carly, e lega Spencer sul tavolo della cucina, cacciandogli una mela in bocca. Dopodiché, insieme a un amico, prepara una trappola con della colla per rasare a zero Spencer, ma per colpa del fayser di Gibby, che esplode, si ritrova incollato alla parete, e deriso da Spencer. Doppiato da Renata Bertolas.

## Jake Krandle
Interpretato da Austin Butler. È un ragazzo che frequenta la stessa scuola di Carly, apparso nell'episodio Io amo Jake. È un ragazzo molto bello, bravo a fare qualsiasi cosa (anche a volare, dato che suo zio è un pilota) e del quale sono infatuate tutte le ragazze della scuola, anche Carly e Sam, e per questo odiato da Freddie. Nella sua prima apparizione si lascia con la sua ragazza, e per questo Carly accetta che si esibisca come cantante in iCarly. Tuttavia, Jake si rivela stonatissimo, ma nessuno dei tre ha il coraggio di dirgli la verità, in quanto sua nonna (a cui manca un piede, che sembra le sia stato divorato dal suo gatto) ha rinunciato a comprarsi un piede nuovo per acquistare un portatile, e vedere suo nipote cantare. Dopo un tentativo fallito di tenerlo intrappolato nella tromba dell'ascensore, Freddie gli modifica la voce con un programma del suo computer, facendo sì che canti splendidamente; il giorno dopo, Carly riceve l'amara sorpresa di scoprire che si è rimesso insieme alla sua ex ragazza. Doppiato da Maurizio Merluzzo.

## Valerie
Interpretata da Carly Bondar. È una ragazza apparsa nell'episodio Un appuntamento per Freddie dove, dopo averlo incontrato tramite iCarly, si mette ad uscire con Freddie, fino a diventare la sua ragazza. Una settimana dopo, Valerie gli chiede di essere il suo tecnico per una rubrica che ha intenzione di creare su Internet, lasciando iCarly. Poco dopo cerca di convincere anche Sam, spiegandole che ha intenzione di fare uno show con lei e Freddie, fino a sbattere Carly fuori da Internet. Tuttavia, Sam racconta tutto alla sua amica, e dopo che anche Freddie scopre la verità, lascia Valerie, la quale fa una figuraccia sul web. Doppiata da Jolanda Granato.

## Marylin Raymer
Appare nell'episodio Un record da battere, dove si occupa di controllare che iCarly batta davvero il record di web show di più lunga durata. Fa in seguito amicizia con Spencer, che tenta anche di fare colpo su di lei, ma lei gli rivela che è già fidanzata con un uomo che ha battuto il record di tempo più lungo senza battere le ciglia. Alla fine tenta di portare il prete più grasso d'America per fargli conoscere il trio di iCarly, ma questi, a causa del suo enorme peso, sfonda il pianerottolo.

## Mr. Devlin
È un professore molto esigente, odiato dagli studenti per il motivo che parla molto velocemente e che pretenda che tutti gli alunni prendano appunti. Arriva anche a dare una B a Carly invece di una A solo perché ha usato dei fogli coi buchi, che dice di detestare.

## Harry Joyner
Interpretato da Oliver Muirhead. È un artista, l'idolo di Spencer. Nell'episodio L'arte nel cuore, critica malamente le opere di Spencer, che, pensando di non essere bravo, decide di cambiare mestiere (diventando l'assistente di un dentista) ma alla fine Joyner ammette che era invidioso, anche se viene perdonato dal ragazzo, che si fa anche aiutare da lui per costruire un'opera a forma di dentatura. Doppiato da Mario Scarabelli.

## Weasley
Un compagno di classe dei protagonisti. È un rapper che gira sempre per la scuola con un microfono, con il quale produce rumori con la bocca. Spesso costituisce un fastidio per Carly e Sam; nel primo episodio della serie cerca di entrare nello show diretto dalla signora Briggs, fallendo miseramente.

## Shannon
È una ragazza innamorata di Freddie, apparsa nell'episodio Ho vinto un appuntamento; nella sua apparizione Gibby è innamorato di lei e viene aiutato dal trio di iCarly per conquistarla. Tuttavia, alla fine Gibby si stanca di cercare di somigliare a Freddie per mettersi insieme a lei, e così le rivela che ama ballare senza la maglietta. Ma mentre è impegnato a farlo, lei si scandalizza e se ne va.

## Lauren Ackerman
Interpretata da Jessica Makinson. L'insegnante di storia dei protagonisti. Nell'episodio Vendetta d'amore viene lasciata per telefono dal fidanzato, e per questo se la prende ingiustamente con gli studenti. In seguito, finisce però con mettersi insieme a Spencer; mostrandosi fin troppo ossessiva, viene lasciata di nuovo, stavolta da lui. Infuriata, ricomincia a maltrattare i suoi alunni, ma Carly e Sam fanno in modo che dica su iCarly che ha scaricato 500 canzoni illegalmente, così viene arrestata. Doppiata da Elisabetta Spinelli.

## Shane
Interpretato da James Maslow. È un amico di Freddie, che frequenta con lui il Club del Libro. Appare nell'episodio L'ho visto prima io! dove viene conteso da Carly e Sam, che si sono innamorate di lui. Alla fine, infastidito dai continui litigi delle ragazze, intima loro di stare lontane da lui (infatti, per conquistarlo, avevano scommesso che chi l'avrebbe baciato per prima si sarebbe messa con lui) ma poi cade nella tromba dell'ascensore rotto e finisce all'ospedale. Alla fine dell'episodio viene comunque baciato da Carly mentre è costretto a letto, con la ragazza che afferma trionfante: "Ho vinto!". Doppiato da Davide Albano.

## Sasha Stryker
Interpretata da Lorena York. È la miglior giocatrice di Pac Rat del pianeta; nell'episodio La partita infinita, si scopre che era scomparsa misteriosamente dopo aver puntualizzato il punteggio più alto in una partita del videogioco; tuttavia, viene rintracciata dal trio di iCarly grazie al loro web show per far sì che sfidi Spencer che si era messo in testa di batterla. Dopo una lunghissima partita, durata più di nove ore, Spencer batte Sasha, guadagnandosi il nuovo record. Prima di andarsene, la ragazza lo bacia e gli assicura che lo chiamerà. Doppiata da Loretta Di Pisa.